# Заслуженный деятель Казахстана
Почётное звание Республики Казахстан «Заслуженный деятель Казахстана» (каз. Қазақстанның еңбек сіңірген қайраткері) установлено на основании Закона Республики Казахстан от 12.12.95 N 2676 «О государственных наградах Республики Казахстан».
Почётное звание «Заслуженный деятель Казахстана» присваивается видным государственным и общественным деятелям, представителям науки, культуры, искусства, производства и социальной сферы за большие заслуги перед республикой.
В наградной комплект входит нагрудный знак к почётному званию и удостоверение установленного образца.

## Описание знака
Нагрудный знак представляет собой круглую медаль с бортиком, изготавливаемую из латуни. В центре аверса элемент государственного флага Республики Казахстан — парящий под солнцем орёл. По краю, у бортика, надпись, вверху: «ҚАЗАҚСТАННЫҢ», внизу: «ЕҢБЕК СІҢІРГЕН ҚАЙРАТКЕРІ». 
Реверс гладкий, матированный. 
Знак при помощи ушка и овального звена соединяется с пятиугольной колодкой, имеющей по бокам выемку. Вдоль основания колодки идут прорези, внутренняя её часть покрыта шёлковой муаровой лентой синего цвета с широкой красной полосой по центу. Колодка имеет на оборотной стороне булавку для прикрепления знака к одежде.